# De Superman à Spider-Man : L'aventure des super-héros
Pour plus de détails, voir Fiche technique et Distribution.
De Superman à Spider-Man: L'aventure des super-héros est un documentaire franco-canadien sur les super-héros réalisé par Michel Viotte, sorti en 2001.

## Synopsis
Ce documentaire est consacré à l'histoire des super-héros américains depuis leur apparition dans les années 1930. Il présente de nombreux dessins issus des comics originaux, des extraits de leurs adaptations en films et dessins animés, ainsi que des entretiens avec des auteurs importants du genre.

## Fiche technique
- Titre français : De Superman à Spider-Man: L'aventure des super-héros
- Réalisation : Michel Viotte
- Sociétés de production : Arte vidéo
- Pays d'origine :  France /  Canada
- Langue originale : anglais
- Format : couleur - son Dolby Digital
- Genre : documentaire
- Durée : 100 minutes (1 h 40)
- Dates de sortie : 1er janvier 2001
- Dates de sortie DVD : 4 juin 2002
- Classification : À partir de 14 ans.

## Distribution
- Stan Lee : Lui-même
- Tim Burton : Lui-même
- John Romita : Lui-même
- Danny DeVito : Le Pingouin
- Michelle Pfeiffer : Catwoman
- Christopher Reeve : Superman
- Margot Kidder : Lois Lane
- Kim Basinger : Vicky Vale
- Michael Keaton : Batman
- George Clooney : Batman
- Chris O'Donnell : Robin
- Bill Sienkiewicz : Lui-même
- Alex Ross : Lui-même
- Harry Brod : Lui-même
- Cesar Romero : Le Joker
- Gene Hackman : Lex Luthor
- Burgess Meredith : Le Pingouin
- Adam West : Batman
- Halle Berry : Tornade
- Frank Gorshin : Le Sphinx
- James Marsden : Cyclope
- Burt Ward : Robin
- Bob Kane : Lui-même
- Jack Kirby : Lui-même
- Dave Gibbons : Lui-même
- Carmine Infantino : Lui-même
- Joe Kubert : Lui-même
- Jim Lee : Lui-même
- John Buscema : Lui-même
- Jerry Siegel : Lui-même
- Joe Simon : Lui-même
- Joe Shuster : Lui-même
- Joe Quesada : Lui-même
- Keith Alpha : Lui-même
- Neal Adams : Lui-même
- Travis Charest : Lui-même
- John Leguizamo : Violator
- Mariel Hemingway : Lacy Warfield
- Patrick Stewart : Professeur Xavier
- Michael Jai White : Al Simmons
- Lynda Carter : Wonder Woman
- Lou Ferrigno : Hulk
- Lauren Shuler Donner : Elle-même
- Rebecca Romijn : Mystique
- Tom Tyler : Captain Marvel
- Lee Meriwether : Catwoman
- Paul Dini : Lui-même
- Mark Evanier : Lui-même
- Uma Thurman : Poison Ivy